# Antopol (rejon tulczyński)
Antopol (ukr. Антопіль) – wieś na Ukrainie w rejonie tulczyńskim, obwodu winnickiego.

## Pałac
Dwukondygnacyjny pałac wybudowany pod koniec XVIII w. w stylu klasycystycznym przez ks. Antoniego Jana Nepomucena Czetwertyńskiego lub jego syna ks. Leopolda. Od ogrodu posiadał na skrzydłach pseudokolumnadę jońską podtrzymującą trójkątne frontony. W części centralnej półkolisty portyk.
Ostatnim właścicielem pałacu w Antopolu przed rewolucją bolszewicką był Karol Jaroszyński.